# Feet of Fury
Feet of Fury ist  das erste kommerzielle Videospiel für die Sega Dreamcast, das ohne offizielle Lizenz von SEGA entwickelt und veröffentlicht wurde. Dies war unter anderem deshalb möglich, da für die Entwicklung ausschließlich das freie Entwickler-System KallistiOS verwendet wurde. Feet of Fury wurde von Cryptic Allusion entwickelt, einem kleinen Entwickler-Team, das zum damaligen Zeitpunkt aus Dan Potter und Roddy Toomim bestand. Den Vertrieb und die Produktion übernahm GOAT Store Publishing, bis zum damaligen Zeitpunkt hauptsächlich ein Online-Shop.

## Spielprinzip
Bei Feet of Fury handelt es sich um ein Tanzspiel, das sehr stark von Konamis Videospiel-Reihe Dance Dance Revolution beeinflusst wurde. Feet of Fury ist mit gängigen Tanzmatten für die Dreamcast kompatibel, unterstützt aber auch den normalen Standard-Controller. Besonderer Augenmerk wurde während der Entwicklung auf den Mehrspieler-Modus gelegt. Insgesamt 22 Musikstücke sind bei Feet of Fury enthalten, es ist aber auch möglich, eigene CDs mit Musik im Ogg-Format mit Feet of Fury zu nutzen.

## Folgen für die Dreamcast-Szene
Als Feet of Fury im Juni 2003 erschien und sogar über den Online-Händler Lik-Sang verkauft wurde, bestand vonseiten der Dreamcast-Besitzer noch große Nachfrage nach neuen Spielen. Ermutigt durch den Erfolg von Feet of Fury verlegte GOAT Store Publishing in den Folgejahren vier weitere Spiele (Maqiupai, Inhabitants, Cool Herders und Irides) aus dem semiprofessionellen Umfeld und kündigte an, weitere Dreamcast-Spiele zu vermarkten. Auch das Münchner Unternehmen redspotgames vertreibt bis heute Dreamcast-Spiele und ging aus der Independent-Szene der Dreamcast hervor, die von Feet of Fury begründet wurde.
Bis zum Erscheinen von Last Hope, war Feet of Fury das erfolgreichste Dreamcast-Spiel ohne offizielle SEGA-Lizenz.